# Faunis
Genre
Faunis est un genre de papillons de la famille des Nymphalidae et de la sous-famille des Morphinae.

## Historique et dénomination
Le genre Faunis a été décrit par l'entomologiste allemand Jakob Hübner en 1819.

### Synonyme
- Clerome Westwood, 1850[1].

### Nom vernaculaire
En anglais ils se nomment Fauns.

## Caractéristiques communes
Les chenilles se nourrissent sur Musa, Smilax et Pandanus.
Ils résident en Australasie.
De nombreuses espèces et sous-espèces sont limitées à quelques îles et sont certainement vulnérables. 

## Liste des espèces
- Faunis aerope (Leech, 1890)
  - Faunis aerope aerope (Leech, 1890)
  - Faunis aerope excelsa Fruhstorfer, 1911
  - Faunis aerope masseyeffi Brooks, 1949
  - Faunis aerope longpoensis Huang, 2001
- Faunis arcesilaus (Fabricius, 1787) au départ Papilio arcesilaus Fabricius, 1787
- Faunis assama (Westwood, 1858)
- Faunis canens Hübner, 1826 , Faune des bananiers, Inde et Asie du Sud-Est[2]
  - Faunis canens canens Hübner, 1826
  - Faunis canens arcesilas Stichel, 1933
  - Faunis canens borneensis Fruhstorfer
  - Faunis canens pallidior Hagan
  - Faunis canens samadhi Fruhstorfer
  - Faunis canens niasana Fruhstorfer
- Faunis eumeus (Drury, 1773) au départ Papilio eumeus Drury, 1773
  - Faunis eumeus eumeus (Drury, 1773)
  - Faunis eumeus incerta Staudinger
- Faunis gracilis (Butler, 1867) au départ Clerome gracilis Butler, 1867
- Faunis kirata (de Nicéville, 1891) au départ Clerome kirata de Nicéville, 1891
- Faunis menado (Hewitson, 1863)
  - Faunis menado menado (Hewitson, 1863)
  - Faunis menado pleonasma Röber
  - Faunis menado chitone Hewitson
  - Faunis menado intermedia Röber
  - Faunis menado syllus Fruhstorfer
  - Faunis menado suluana Fruhstorfer
- Faunis phaon Erichson, 1834
  - Faunis phaon leucis (Felder & Felder, 1861) [3]
  - Faunis phaon phaon Erichson, 1834
  - Faunis phaon lurida Felder
  - Faunis phaon ikonion Fruhstorfer
  - Faunis phaon sibuyanensis Yamaguchi & Aoki
- Faunis sappho Semper, 1878
  - Faunis sappho sappho Semper, 1878
  - Faunis sappho kleis Semper
  - Faunis sappho ameinokleia Fruhstorfer
- Faunis stomphax (Westwood, 1858)
  - Faunis stomphax stomphax (Westwood, 1858)
  - Faunis stomphax plateni Staudinger